# تمييز اقتصادي
التمييز الاقتصادي هو تمييز على أساس عوامل اقتصادية. قد تتضمن هذه العوامل توافرا لوظيفة، أجور، أسعار، و/أو توافرا لسلع أو خدمات، وأيضا لمقدار رأس المال الاستثماري المخصص لتمويل الأقليات في مجال الأعمال. وقد يتضمن ذلك تمييزا ضد العمال، المستهلكين، والاعمال المملوكة من قِبل الأقليات.
يختلف هذا التمييز عن التمييز في الأسعار، أي الممارسة التي يتقاضى بها المحتكرون (وإلى حد أقل القلة المحتكرة والمنافسين الاحتكاريين) أسعارا مختلفة من مشترين مختلفين بناء على استعدادهم للدفع.

## خلفية تاريخية
بدأ الاعتراف بالتمييز الاقتصادي في بريطانيا عندما أُقر بند قانون توحيد سكك الحديد البريطانية في عام 1845، والذي حظر على النقل العام أن يتقاضى من شخص واحد على حمولته أكثر من شخص آخر لقاء نفس الخدمة. في القانون العام الإنجليزي والأمريكي بالقرن التاسع عشر، كان التمييز مصنفا كتفرقة غير لائقة في المعاملات الاقتصادية، لذلك، وبالإضافة إلى القضية المذكورة آنفا حول بند السكك الحديدية، فإذا رفض أحد أصحاب الفنادق بسبب نزواته أن يؤجر لزبون معين غرفه، فإن ذلك يعتبر تمييزا اقتصاديا. كانت هذه هي أولى القوانين المصممة لمنع البروتستانت من التمييز ضد الكاثوليك، أو تمييز المسيحيين ضد اليهود.
بحلول أوائل القرن التاسع عشر، توسع التمييز الاقتصادي ليشمل إعطاء شروط منحازة أو غير متساوية لشركات أخرى أو لشركات منافسة. وفي الولايات المتحدة، تم سن قانون روبنسون-باتمان (1936) لمنع بائعي السلع التجارية بين ولايات أمريكا من التمييز في الأسعار بين مشتري البضائع التي لها نفس الجودة والدرجة، ولمنع احتكار التكاملات الرأسية من إخراج المنافسين الصغار من السوق عبر اقتصاديات الحجم.
وحتى حلول عام 1941، الذي أصدر الرئيس الأمريكي فرانكلين روزفلت فيه أول أمر تنفيذي لمنع التمييز في التوظيف من قبل شركة تعمل بموجب عقد دفاعي حكومي، لم يكن التمييز الاقتصادي قد أخذ الصيت الذي يمتلكه اليوم، أي كتمييز ضد الأقليات. بحلول عام 1960، كانت قوانين مكافحة الاحتكار وقوانين التجارة بين ولايات أمريكا قد نظمت بالفعل التمييز بين الشركات الذي كان يشكل إشكالية في أواخر القرن التاسع عشر وأوائل القرن العشرين، لكن مشكلة التمييز الاقتصادي ضد الأقليات انتشرت على نطاق واسع.

## الأسباب
هناك طيف واسع من النظريات المهتمة بجذور أسباب التمييز الاقتصادي. يعتبر التمييز الاقتصادي مميزا عن معظم أشكال التمييز الأخرى لأن نسبة قليلة منه يكون سببها العنصرية، ويكون السبب بدلا من ذلك ما يسمى «الإدراك المعيب بأن الأقليات ليسوا دائما أفضل زبائنك». هناك ثلاثة أسباب رئيسية يتفق عليها معظم المنظرين الاقتصاديين بوصفها من جذور الأسباب.

### العداء
تعتبر العنصرية، التفرقة الجنسية، التفرقة العمرية، وكراهية دين، إثنية، أو جنسية الآخر من الأسباب الدائمة للتمييز الاقتصادي، تماما كما هو حال كل أشكال التمييز الأخرى.
في الولايات المتحدة وأوروبا، يسود الادعاء بأن معظم التمييز يكون وفقا لتمييز عنصري أو إثني، والذي عادة ما يكون ضد السود واللاتينيين في الولايات المتحدة الأمريكية، وضد المسلمين في أوروبا. في معظم أنحاء العالم، يسند إلى النساء المناصب الأقل، الأجور الأقل، ويمنعون من فرص تملك الأراضي أو الدافع الاقتصادي لدخول مجالات الأعمال أو تأسيسها.
هذا النوع من التمييز الاقتصادي يجرى من قبل أي جماعات تملك زمام القوى في وقت ما. فعلى سبيل المثال، غالبا ما يكون التمييز في أمريكا من قِبل القوقازيين المهيمنين، بينما في السعودية العربية، فإن الرجال هم من يقومون بالتمييز. تشير دراسة إلى أن زيادة قوانين تكافؤ الفرص تسبب في انحسار هذا النوع من التمييز في أمريكا بشكل كبير.

### التكلفة/الإيراد
هناك نوع من تكلفة الفرصة عند التعامل مع بعض الأقليات، خصوصا في الأمم المنقسمة بشكل كبير أو الأمم المتسامحة مع التمييز.
السبب الثاني الشائع لهذا النوع من التمييز هو عندما لا يكون الزبون أو العامل مجديا من حيث التكلفة. فعلى سبيل المثال، لا تقوم بعض المتاجر في شمال غرب الولايات المتحدة بتخزين الأطعمة الإثنية، وذلك رغم الطلب عليها، إذ يظنون أن التكلفة عالية جدا مقابل إيراد قليل جدا.
وبالإضافة إلى ذلك، فإن جدلية المهاجرين غير الشرعيين في الولايات المتحدة أسفرت عن رفض مجالات الأعمال توظيف مثل هؤلاء العمال بناء على احتمالية أن تتم مقاضاتهم أو تغريمهم.

### الكفاءة
في بعض الحالات، تتعرض الأقليات للتمييز بسبب عدم كفاءة بذل جهد مشترك بتوزيع عادل. فعلى سبيل المثال، في الدول التي لا يشكل الأقليات فيها سوى جزء صغير من السكان، أو يكونون في المتوسط أقل تعليما من متوسط السكان، فإنه يندر أن يتم التركيز على توظيف الأقليات.
وفقا لدراسات حديثة، فإن قانون تكافؤ فرص التوظيف في الولايات المتحدة تسبب في انحسار هذا المنطق المتسبب في التمييز بشكل شبه نهائي.
تعتبر العلاقة بين النظرية الاقتصادية، الكفاءة، والتمييز، أو «الأذواق التمييزية» أكثر إشكالية من ذلك بكثير.

## أشكال التمييز
هناك العديد من أشكال التمييز الاقتصادي. ويعتبر عدم تساوي الأجور أكثر الأشكال انتشارا، متبوعا بعدم تكافؤ ممارسات التوظيف. لكن هناك أيضا تمييزا ضد المستهلكين من الأقليات ومجالات أعمال الأقليات في عدد من المناطق، إلى جانب تواجد تمييز ديني وإثني في دول خارج الولايات المتحدة.

### التمييز ضد العمال
تتضمن معظم أشكال التمييز ضد الأقليات أجورا أقل وممارسات توظيف غير متكافئة.

### التمييز في الأجور
أظهرت دراسات عدة أنه في الولايات المتحدة، فإن أقليات عدة، تتضمن الرجال والنساء السود، الرجال والنساء اللاتينيين، والنساء البيض، يعانون من انخفاض في أجورهم التي يتلقونها مقابل نفس الوظيفة ونفس مستويات الأداء والمسؤوليات التي يقوم بها الرجال البيض. تتفاوت الأرقام بشكل كبير من دراسة إلى أخرى، لكن معظمها يشير إلى فجوة تتراوح بين 5 إلى 15% من الانخفاض في متوسط الأجور، بين العامل الذكر الأبيض والرجل الأسود أو اللاتيني أو أي امرأة من أي عرق وتمتلك نفس الخلفية التعليمية والمؤهلات.
أشارت دراسة حديثة إلى أن أجور السود في الولايات المتحدة تتراوح ما بين 70% إلى 80% من أجور البيض في كامل الفترة ما بين عامي 1954 و1999، وأن الزيادات في الأجور ارتفعت في هذه المدة من الزمن للسود وللنساء البيض بما يعادل نصف معدل الذكور البيض. وتوضح دراسات أخرى أنماطا مشابهة لدى اللاتينيين. وقد وجدت الدراسات التي تختص بالنساء معدلات مشابهة أو أكثر سوءا.
وفي الخارج، أظهرت دراسة أخرى أن المسلمين يتقاضون أجورا أقل بـ 25% من البيض في فرنسا، ألمانيا، وإنجلترا، بينما في أمريكا الجنوبية، فإن السود المختلطين عرقيا يتقاضون نصف أجور اللاتينيين في البرازيل.
يُحجب معظم التمييز في الأجور بسبب حقيقة أنه يحدث لدى مناصب قليلة الأجر وتتضمن أقليات قد لا يشعرون بالقوة الكافية لرفع دعوى قضائية أو تقديم شكوى.
في المملكة المتحدة، أطلقت رئيسة الوزراء تريزا ماي، في العاشر من أكتوبر 2018، مشاورة مدتها 3 أشهر مع الشركات، وتتعلق بكيفية إبلاغ الشركات عن فجوة الأجور بين الموظفين من مختلف الإثنيات.

### التمييز في التوظيف
يشبه التمييز في التوظيف في نمطه التمييز في الأجور. ويتم التمييز في التوظيف عندما يختار أرباب العمل تعيين مرشح من عرق ما بشكل يفضله على مرشح من أقلية ما، أو تفضيل مرشح ذكر لمنصب ما على أنثى. أظهرت دراسة أجريت على أنماط التوظيف في الولايات المتحدة أن عدد حالات التمييز زاد بمقدار خمسة أضعاف خلال العشرين سنة الماضية. ومع ذلك، فقد انخفضت نسبتها المئوية كجزء كامل من عمليات توظيف القوى العاملة قد قل بشكل شبه جذري. فمع القوانين المضادة للتمييز في التوظيف، أصبحت الشركات أكثر حرصا في اختيارهم من يقبلون توظيفه ومن لا يقبلون